# Plougonver
Plougonver (en bretó Plougonveur) és un municipi francès, situat a la regió de Bretanya, al departament de Costes del Nord. L'any 1999 tenia 768 habitants.

## Demografia
| 1962                                       | 1968  | 1975  | 1982 | 1990 | 1999 | 2017 |
| ------------------------------------------ | ----- | ----- | ---- | ---- | ---- | ---- |
| 1.548                                      | 1.374 | 1.155 | 998  | 868  | 768  | 733  |
| Des de 1962: població sense dobles comptes |       |       |      |      |      |      |

## Administració
| Període   | Identitat         | Partit |
| --------- | ----------------- | ------ |
| 2001-2008 | Jean Piolot       |        |
| 2008-     | Christian Prigent |        |

## Personatges il·lustres
- Erwan Kerou, poeta i bard bretó.